# Mohamed Dräger
Mohamed Dräger, född 25 juni 1996 i Freiburg im Breisgau, Tyskland, är en tunisisk fotbollsspelare som spelar för Eintracht Braunschweig. Han representerar även det tunisiska landslaget.

## Klubbkarriär
Den 30 januari 2025 värvades Dräger av tyska 2. Bundesliga-klubben Eintracht Braunschweig, där han skrev på ett 1,5-årskontrakt.

## Landslagskarriär
Dräger debuterade för Tunisiens landslag den 20 november 2018 i en 0–1-förlust mot Marocko, där han blev inbytt i den 78:e minuten mot Naïm Sliti. I november 2022 blev Dräger uttagen i Tunisiens trupp till VM 2022.

## Meriter
Olympiakos
- Vinnare av Grekiska superligan: 2020/2021